# Hlína (Horka)
Hlína je vesnice a část obce Horka v okrese Chrudim. Nachází se asi dva kilometry západně od Vrbatova Kostelce, tři kilometry jižně od Horky a 5,5 kilometru západně od Skutče. Jádro osady tvoří řada statků a chalup soustředěných kolem ne zcela pravidelné, uzavřené návsi.

## Historie
První písemná zmínka o vesnici pochází z roku 1073.

## Osobnosti
V Hlíně se narodil český klasický filolog František Novotný, který mj. přeložil Platónovo dílo do češtiny.